# ДМ54
ДМ54 (М - Мотовоз, Д - Дизельний, 54 - к.с.) — Дизельний мотовоз, випускася з 1955 по 1966 рік, на Онезькому заводі, а пізніше на Камбарському заводі.

## Історія
Мотовоз розроблено на Онезькому машинобудівному заводі, в 1955 році. Безпосередньо на заводі-розробнику вироблено всього 2 одиниці, далі виробництво було передано Камбарському машинобудівному заводу, де було виготовлено всі інші екземпляри. Всього виготовлено 769 одиниць.

## Опис
ДМ54 є подальшим розвитком мотовозу Муз/4, та увібрав від нього деякі конструкційні особливості. Має подовжену раму, кабіну та посилені візки теж отримав від Муз/4. Коробка передач має 5 швидкостей, взята вона від трелювального трактору ТДТ-40. Мотовоз обладнаний механічними та пневматичними гальмами. Пісок подається на другу та третю осі з допомогою пневмоприводу.

## Технічні характеристики

### Загальні характеристики
- Марка: ДМ54
- Передача: механічна
- Конструкційна швидкість: 21,8 (25) км/год [1][4]
- Службова маса: 8 т
- Ширина: 2254 мм
- Висота: 2970 мм (від голівки рейки)
- Довжина: 7260 мм (по осям автозчепок)
- Відстань між центрами візків: 3982 мм
- Колісна база візку: 1300 мм
- Колія: 750 мм
- Колісна формула: 0-2-0 + 0-2-0
- Діаметр колес: 600 мм
- Мін. радіус проходження кривих: 30 м

### Силова установка
- Силова установка: Д-54
- Потужність: 54 к.с. (39,7 кВт)